# 노스웨스트 더비
노스웨스트 더비 또는 맨체스터 유나이티드 FC-리버풀 FC간 라이벌 관계리버풀 FC와 맨체스터 유나이티드 FC의 라이벌 더비를 뜻한다. 두 팀은 아주 오래전부터 라이벌로 대립해왔으며 전적은 맨체스터 유나이티드: 81승, 리버풀: 67승, 무승부: 57회로 맨체스터 유나이티드가 우위에 있다.

## 경기장
| 맨체스터 유나이티드 | · 맨체스터 유나이티드리버풀노스웨스트 더비(잉글랜드) | 리버풀             |
| ------------------- | ---------------------------------------------------- | ------------------ |
| 올드 트래퍼드       | · 맨체스터 유나이티드리버풀노스웨스트 더비(잉글랜드) | 안필드             |
| 수용인원: 75,653명  | · 맨체스터 유나이티드리버풀노스웨스트 더비(잉글랜드) | 수용인원: 54,074명 |
|                     | · 맨체스터 유나이티드리버풀노스웨스트 더비(잉글랜드) |                    |